# کنترل درک شده
در روانشناسی ، کنترل درک شده یک شخص (PC) درجه ای است که آنها بر این باور هستند که بر روی خود و مکان، افراد، اشیا، احساسات و فعالیت‌های پیرامون خود کنترل دارند. دو بعد مهم وجود دارد: (۱) اینکه هدف کنترل در گذشته‌است یا آینده و (۲) اینکه آیا هدف کنترل یک نتیجه، رفتار یا فرایند است.

## تاریخ
انقلاب شناختی که در حدود دهه ۱۹۴۰ تکمیل شد، به‌طور قابل توجهی روانشناسی را تغییر داد. دانشمندان تحت تأثیر ایده‌های پاولوف و سایر فیزیولوژیست‌ها، علاقه خود را به سمت اشیائ قابل مشاهده معطوف کردند. به دور از ذهنیت، بررسی عینی رفتار قابل اعتماد و قابل تخصیص شد. این انقلاب به توسعه زمینه‌های مطالعه کنترل ادراک شده کمک کرد. هدف جویی و انگیزه انسانی در بسیاری از نظریه‌ها اهمیت یافت. در سال ۱۹۵۹، رابرت دبلیو وایت تئوری «انگیزه اثربخشی» را ارائه کرد که در آن انگیزه انسان برای کنترل از طریق نیاز ذاتی به توانایی در اداره یک موقعیت و به دست آوردن کنترل بر محیط توضیح داده می‌شود.
در سال ۱۹۶۶، جولیان روتر «انتظارات تعمیم یافته برای کنترل داخلی در مقابل کنترل خارجی تقویت» را منتشر کرد که در آن برای اولین بار از اصطلاح «کنترل درک شده» استفاده شد. کار او بر چندین رشته از جمله روانشناسی، جامعه‌شناسی، اقتصاد و مراقبت‌های بهداشتی تأثیر گذاشت. پس از انتشار او، کار علمی در مورد مفهوم کنترل داخلی ادراک شده او عمدتاً به دو شاخه متفاوت بود. یکی معتقد بود که کنترل درک شده یک ویژگی شخصیتی ثابت است و بنابراین به مفاهیمی مانند خودکارآمدی و شایستگی اشاره می‌کند، دیگری در مورد کنترل درک شده به عنوان یک فرایند شناختی صحبت می‌کند که تحت تأثیر سرنخ‌های محیطی است که می‌تواند به‌طور سیستماتیک دستکاری شود. این به مفاهیمی مانند توهم کنترل، درماندگی آموخته شده و ذهن آگاهی مربوط می‌شود.
مجموعه‌ای از مطالعات از این فرضیه حمایت می‌کنند که فردی که اعتقاد قوی دارد که می‌تواند سرنوشت خود را کنترل کند، احتمالاً نسبت به جنبه‌هایی از محیط که اطلاعات مفیدی را برای رفتار آینده‌اش ارائه می‌کند، هوشیار است. ب) اقداماتی را برای بهبود شرایط محیطی خود انجام دهد. (ج) برای مهارت یا دستیابی به تقویت‌ها ارزش بیشتری قائل باشد و به‌طور کلی بیشتر به توانایی‌ها، به‌ویژه شکست‌هایش اهمیت دهد. و (د) در برابر تلاش‌های ظریف برای تأثیرگذاری بر او مقاومت نشان دهید.» Rotter 1966
از این منظر، کنترل درک شده را می‌توان به عنوان یک ویژگی شخصیتی یا یک پردازش شناختی در نظر گرفت که در هر صورت عملکرد و بقا را افزایش می‌دهد.

### تحقیقات تاریخی
در سال ۱۹۷۵, مارتین ای پی سلیگمن اصطلاح «درماندگی یادگرفته شده» را ابداع کرد. از نظر کنترل درک شده، اصطلاح سلیگمن، «درماندگی یادگرفته شده» توصیف کرد که کنترل درک شده از یک وضعیت منجر به یک نتیجه خاص از رفتار می‌شود. سلیگمن با وضعیتی همراه با عدم کنترل کامل درک شده با سگها روبرو شد که در نهایت سگها را به سمت شرایط سوق می‌دهد. آنها انفعال و درماندگی را یادگرفتند. سلیگمن تجربیات خود را به انسان منتقل کرد و حدس زد که کنترل درک شده مربوط به توسعه افسردگی است.
تحقیقات شولتز و هانسوا در مورد کنترل ادراک شده بر روابط علی بین کنترل خود و بهزیستی روانشناختی و فیزیولوژیکی وی و نه تنها بر همبستگی این عوامل متمرکز است. در یک مطالعه انجام شده در ۱۹۷۸, بازنشستگان زندگی در یک خانه بازنشستگی شرکت کنندگان در مورد به دست گرفتن کنترل یا از دست دادن کنترل شد. یا می‌توانستند خودشان تصمیم بگیرند که چه زمانی دانشجو را می‌خواهند بازدید کنند یا هیچ تأثیری در برنامه‌ریزی ویزیت دانشجو نداشته‌اند. نتایج نشان می‌دهد که بازنشستگان که کنترل بر زمانی که خواهد شد داشتن بازدید کنندگان احساس بهتر و سالم‌تر از بازنشستگان در "بدون نفوذ"-گروه بودند. این مطالعه کنترل درک شده را به عنوان یک فرایند شناختی توصیف می‌کند که سلامت و انگیزه فرد را دستکاری می‌کند.